# 適正映像事業者連合会
特定非営利活動法人 適正映像事業者連合会（てきせいえいぞうじぎょうれんごうかい、英: Compliant Contents Business Union）著作権保護等の活動を主な目的とする日本の特定非営利活動法人。略称はCCBU。
旧名称は、知的財産振興協会（ちてきざいさんしんこうきょうかい、英: Intellectual Property Promotion Association）。このときの略称は知財協、英略はIPPA。

## 概要
2010年11月に任意団体として設立。2011年5月に正式に法人化された（東京都の認証日は4月12日）。

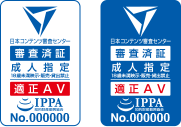
知的財産振興協会時代の審査済証（日本コンテンツ審査センター審査）

元々はコンテンツ・ソフト協同組合（CSA）らが行っていた海賊版ソフト対策などの活動を引き継ぎ、海賊版ソフトの販売店やファイル共有ソフト等を用いた映像配信者など、著作権侵害を行う者に対する摘発を警察と協力して行っている。ただ加盟団体がいずれもアダルトビデオ（AV）関連の団体であるため、実際の摘発対象はほとんどがAVの販売店となっている。活動はほとんどが日本国内のものだが、過去には台湾の販売店について摘発を行ったこともある。
従来はAVの海賊版ソフト対策は各メーカーや倫理審査団体などが独自に行っており、業界として足並みが揃っていなかったのに対し、本団体では国内の主要AVメーカーの加盟する団体が一通り顔を揃えていることから「呉越同舟」としてメディアに取り上げられたこともある。2013年7月には、本団体の加盟メーカー7社がFC2に対し、「FC2動画アダルト」における7社の制作したAVの配信中止並びに損害賠償を求める訴訟を起こしている。
2014年には、過去に東京スポーツ等が開催していた「AV OPEN〜あなたが決める!セルアダルトビデオ日本一決定戦〜」を7年ぶりに復活させ、主催を務めることになった。また同年からは、「AV OPEN」の表彰式を兼ねる形で、AV業界全体の横断イベントである「Japan Adult Expo」も主催している。
2017年4月、日本プロダクション協会、一般社団法人表現者ネットワーク（AVAN）と共にAV業界改革推進有識者委員会（現・AV人権倫理機構）に加盟。
2024年8月19日付で、団体名を「適正映像事業者連合会」（略称：CCBU）に改称。前団体名の略称「IPPA」は、引き続き適正映像事業者連合会の海賊版対策部門の名称として継続使用する（一定の知名度があること、前述のように海賊版ソフト対策として結成されたことから継続）。

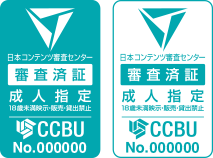
適正映像事業者連合会の審査済証（日本コンテンツ審査センター審査）

適正AVを提唱、認定するAV人権倫理機構が様々な事象から活動終了となったことを受け、2024年12月19日、団体では「適正AV」に代わる正規AV作品を「CCAV／Compliant Contents Adult Video」（法とルールに準拠したAV作品）と呼称することを報告。以降の作品にはCCBUマークがパッケージに記される。
2025年3月6日には内閣府へ「AV出演被害防止・救済法の改正についての要請」を実施。
同年8月よりCCBU事業者登録証のテスト運用を開始。

## 理事長
- 片山等（弁護士、憲法学者、日本雑誌協会ゾーニング委員会委員長、日本コンテンツ審査センター代表理事）

## 顧問
- 櫻井裕一（反社会的勢力対応担当顧問）
- 岸田こうすけ（医療・感染症担当顧問）

## 会員
- 直接加盟メーカー（成人コンテンツ）約280社（2020年1月現在）
- PS（パートナーシップ）協力（アダルト向け商品を取扱っている店舗）約3,300店[16]

## 関連審査団体
- 日本コンテンツ審査センター（JCRC）
- 日本映像制作・販売倫理機構（JVPS）
- ビジュアルソフト・コンテンツ産業協同組合（VSIC）[17]

## イメージガール
- 本庄鈴
- 広瀬りおな

## Japan Adult Expo

### 出展メーカー数
- 2014年：86
- 2015年：69
- 2016年：67
- 2017年：55

### イメージガール
- 2014年：吉沢明歩、麻美ゆま、希志あいの
- 2015年：紗倉まな、あやみ旬果、有沢杏
- 2016年：波多野結衣、古川いおり、川上奈々美
- 2017年：園田みおん、大槻ひびき、神咲詩織